# Richard van Wessex
Richard van Wessex (Wessex, eind 7e eeuw - Lucca, vermoedelijk 722) of Sint Richard de Pelgrim is een heilige van de Rooms-Katholieke Kerk en de Oosters Orthodoxe kerk of ook Byzantijnse kerk.

## Familieleden
Men neemt aan dat Richard geboren is in Wessex in Engeland; zijn echte naam is onzeker. Hij was de zwager van Sint-Bonifatius (aartsbisschop van Mainz) en de vader van Willibald van Eichstätt, Wunibald (abt van Heidenheim) en Sint-Walpurga (non in Heidenheim). Richard is afgebeeld op Walpurga’s graf met Wuna (van wie gezegd wordt dat ze zijn vrouw was) en hun drie kinderen. Van Richard wordt gezegd dat hij zijn 3-jarige ernstig zieke zoon zou hebben geholpen met genezen door middel van gebed.

## Geschiedenis

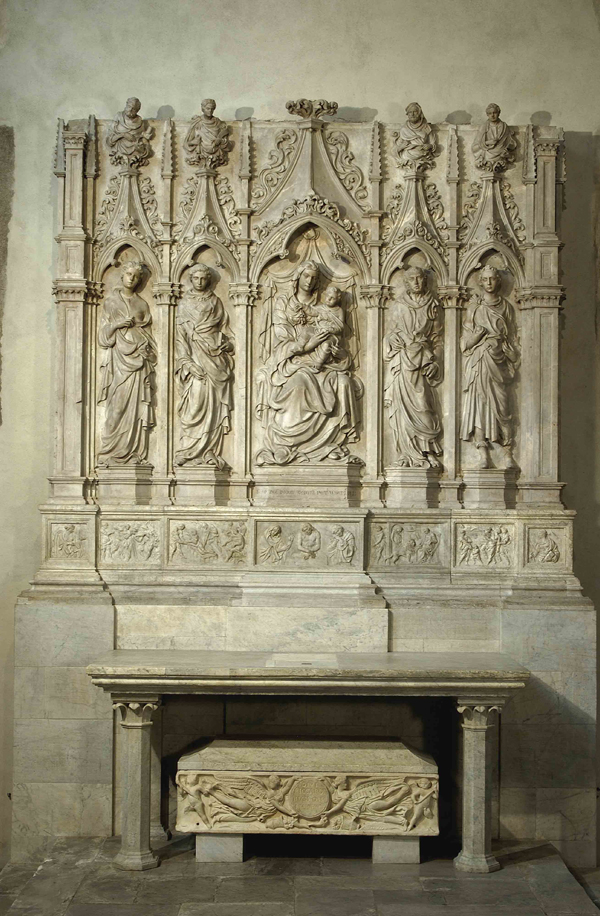
Graftombe van de heilige Richard in de Basiliek van San Frediano in Lucca

Richard deed afstand van zijn koninklijke afkomst en voer met zijn twee zonen van Hamblehaven naar Southampton rond het jaar 721. Ze gingen aan land in Frankrijk en verbleven tijdelijk in Rouen. Vandaar vertrokken ze op pelgrimstocht richting Italië, onderweg biddend bij de relikwieën die ze tegenkwamen. Hij stierf onverwachts in Lucca toen hij hoge koorts kreeg. Hij werd begraven in de Basiliek van San Frediano (gesticht door de Ierse monnik Frigidian). Er wordt beweerd dat er mirakels voorgekomen waren aan zijn tombe en er ontstond een vereringscultus. De bewoners van Lucca smukten hun verslag van zijn leven op en beschreven hem als een Engelse prins. Andere verhalen omschrijven hem als een hertog van Swabia in Duitsland.
Richards nicht, de non Hugeburc of Huneburc (Huneburc van Heidenheim), schreef een verslag van zijn pelgrimstocht onder de titel "Hodoeporicon", dat door zijn zoon Willibald werd afgewerkt op zijn reis naar het Heilig Land. Historici dateren die tekst tussen 761 en 786.
Sommige van zijn relieken werden overgebracht naar Eichstätt.
In religieuze kunstwerken wordt Richard afgebeeld als een koninklijke pelgrim met een hermelijnen mantel met 2 zonen: de ene een bisschop en de ander een abt. Zijn kroon lijkt op een boek te liggen. Richard wordt vereerd in Heidenheim en Lucca.
Sint-Richard de pelgrim mag niet verward worden met Richard le Pèrelin (ook Richard de pelgrim) een Noord-Franse of Vlaamse jongleur die in 1097 de belegering van Antiochië zou meegemaakt hebben en er een gedicht over schreef.